# Aubrey O'Day
Aubrey Morgan O'Day (San Francisco, California, 11 de febrero de 1984) es una modelo, cantante y actriz estadounidense, exintegrante del grupo musical Danity Kane.

## Filmografía
- 2009 - American High School como Hilary Weiss

## Discografía
Danity Kane
- Lanzamiento: 22 de *Agosto, 2006
- Posición: #1 U.S., #2 R&B
- Ventas en los EUA: 1 123 000
- Certificación RIAA: Platino

Welcome to the Dollhouse
- Lanzamiento: 18 de marzo de 2008
- Posición: #1
- Ventas en los EUA: 500 000
- Certificación RIAA: Oro

TBA
- Lanzamiento: 2012

## Singles
- 2011 - "Automatic"
- 2011 - "Heartbreak"
- 2012 - "Wrecking Ball"